# Louis Raymond de Montaignac de Chauvance
Louis Raymond, marquis de Montaignac de Chauvance (Parijs, 11 maart 1811 - aldaar, 9 juni 1891) was een Frans militair en politicus.

## Biografie
Louis Raymond, marquis de Montaignac de Chauvance was een Franse marineofficier die stamde uit een oude adellijke familie. Hij trouwde op 22 mei 1844 met Sabine Gaillard d'Auberville (1826-1913).
Montaignac werd op 5 september 1865, ten tijde van het Tweede Franse Keizerrijk, bevorderd tot contre-amiral.
Tijdens de Derde Franse Republiek stond hij bekend als monarchist. Hij was een vertrouweling van de president van Frankrijk, maarschalk Patrice de Mac-Mahon. Hij was lid van de Kamer van Afgevaardigden (Chambre des Députés) voor het departement Allier en van 1875 tot 1891 was hij senator voor het leven (sénateur inamovible). Montaignac de Chauvance was van 22 mei 1874 tot 9 maart 1876 minister van Marine en Koloniën in de kabinetten-Courtot de Cissey en Dufaure III. Tijdens zijn ministerschap steunde hij de expedities van Pierre Savorgnan de Brazza in Afrika.
Hij overleed op 80-jarige leeftijd, op 9 juni 1891 in Parijs.

## Militaire loopbaan
- Aspirant
  - Eerste Klasse: 16 juli 1830[3]
  - Tweede Klasse: 16 oktober 1829[3]
- Enseigne de vaisseau: 12 januari 1833[3]
- Lieutenant de vaisseau
  - Eerste Klasse: 16 juni 1848[3]
  - Tweede Klasse: 21 december 1840[3]
- Capitaine de frégate: 22 juni 1848[3]
- Capitaine de vaisseau: 1 december 18
- Contre-amiral: 5 september 1865[3]

## Onderscheidingen
- Legioen van Eer
  - Grootofficier op 23 januari 1871[4]
  - Commandeur op 12 augustus 1860[4]
  - Officier op 14 augustus 18 3[4]
  - Ridder op 16 augustus 1843[4]
- Officier in de Orde van de Academische Palmen
- Médaille de Crimée
- Grootkruis in de Orde van Sint-Gregorius de Grote in 1866
- Vliegbrevet (nr. 835)[4]